# 落坡嶺駅
落坡嶺駅（らくはれいえき）は中華人民共和国北京市門頭溝区落坡嶺郷に位置する中国鉄路総公司北京鉄路局が管轄する駅である。

## 所属路線
- 中国国鉄
  - 豊沙線：北京駅起点より50km、沙城駅終点まで71km
  - 京門線：五路駅起点より不明、木城澗駅終点まで不明

## 駅構造
- 単式ホーム1面、島式ホーム1面の地上駅である。

## 利用状況
本駅は豊沙線、京門線の旅客、貨物を扱う三等駅で、2021年10月現在、旅客列車はありませんる。

## 駅周辺
1978年に作られた永定河の落坡嶺水庫（ダム湖）が本駅の北東側に面している。そして、豊沙線が橋により落坡嶺湖を横切るので、北京の鉄道ファンが豊沙線を撮影する名所となっている。

## 歴史
- 1939年 - 開業した[4]。
- 1955年 - 豊沙線が開通した[5]。

## 隣の駅
中国国鉄
豊沙線
斜河澗駅 - 落坡嶺駅 - 安家荘駅
京門線
王平村駅 - 落坡嶺駅 - 清水澗駅